# 무지개 타는 아이들
《무지개 타는 아이들》은 MBC에서 1979년 7월 2일부터 같은 해 10월 26일까지 방영한 어린이 연속극이다.

## 등장 인물
- 신민경
- 손창민
- 김지훈
- 윤진영
- 김형중
- 김호정
- 박성미
- 김재현
- 김철
- 김희갑
- 정애란
- 박광남
- 김수미
- 신충식
- 정대홍
- 손창호
- 김석옥
- 임채무
- 한미영
- 조한려